# Урож (село)
Урож (укр. Уріж) — село в Бориславской городской общине Дрогобычского района Львовской области Украины.
Население по переписи 2001 года составляло 1197 человек. Занимает площадь 1,994 км². Почтовый индекс — 82124. Телефонный код — 3244.